# 마리아나 제도

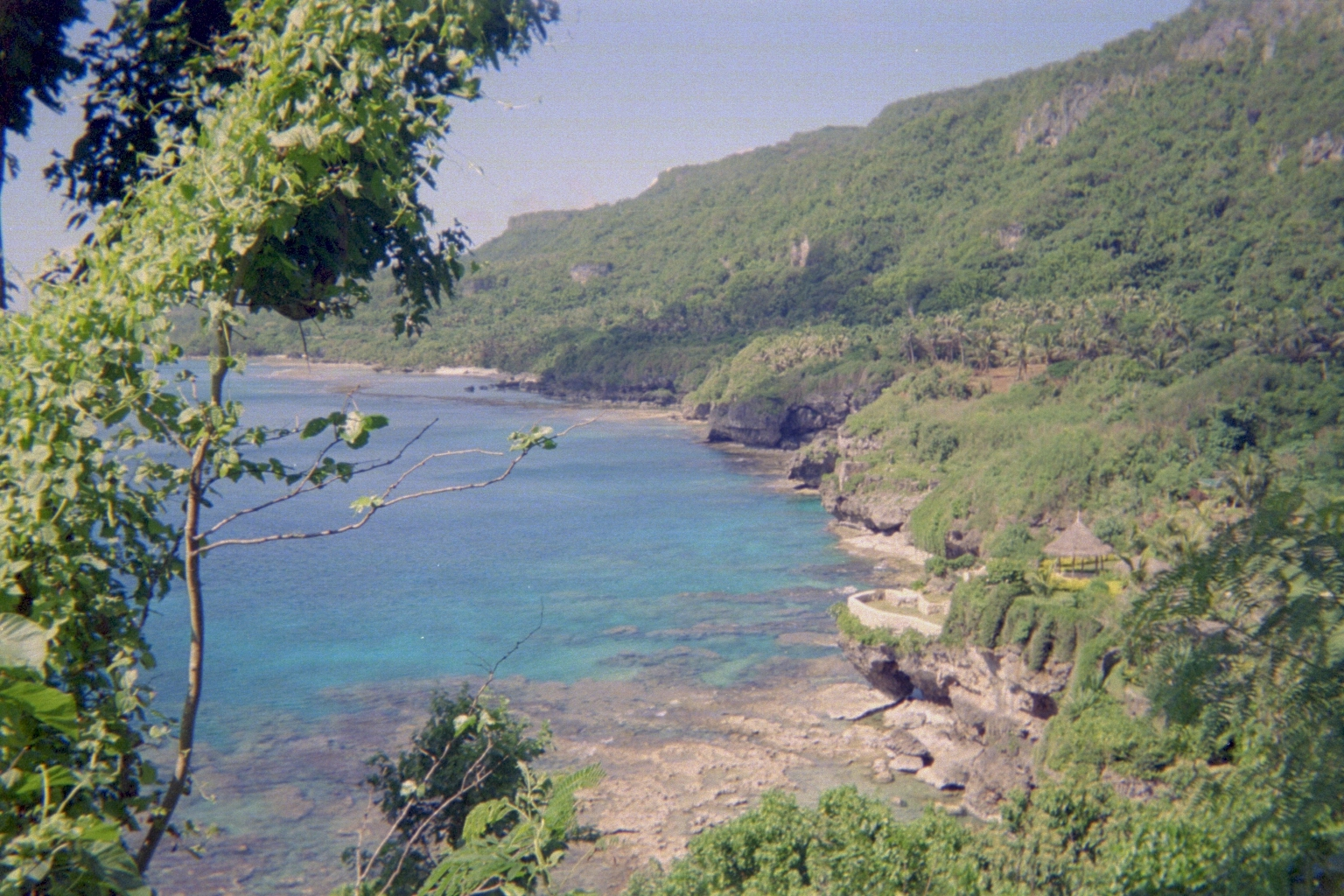

마리아나 제도(영어: Mariana Islands)는 북태평양 서부에 있는 열도이다. 산호가 쌓여진 해저화산의 융기로 형성되었으며 필리핀에서 2,400km 동쪽에 위치하고 있는 열대 기후 지역이다. 마리아나 제도는 행정상 미국의 territory(영지 즉 미국 영토) 괌과 미연방에 편입(Commonwealth, 1986년 계약상 연방의 일부, 미국 시민권, 자체 출입국 관리권, 자체 원주민만 토지권 보유 인정; 2009년부터 외국인 출입국 관리권이 미국 연방정부의 이민국으로 이동)된 북마리아나 제도로 나뉘어 있다.
북마리아나 제도는 괌 북쪽으로 725km까지 펼쳐져 있다. 주요섬으로는 사이판·티니안·아그리한·로타 파간·아순시온·파라욘데파하로스 등이 있다.
마리아나 제도의 동쪽에 뻗어 있는 마리아나 해구에는 세계에서 가장 깊은 챌린저 해연이 있다.

## 역사
포르투갈의 항해가 마젤란이 스페인을 위해 항해하던 중 1521년 이곳을 발견한 이래로 유럽인들의 빈번한 방문이 있었으나 식민지화 되지는 않았다. 그러다가 1668년 예수회 선교사들이 당시 스페인의 섭정자인 오스트리아 출신의 후안 데 마리아나(Juan de Mariana)를 추모하여 라드로네스(ladrones, 도둑) 제도에서 마리아나 제도로 이름을 변경한 이후로 스페인의 식민지가 되었고, 예수회 회원들이 이 섬에 살던 원주민인 차모로인들을 강제로 가톨릭으로 개종시켰다.
1898년에는 미국-스페인 전쟁 이후 미국에게 양도되었고 그 중 북마리아나 제도는 1899년 독일에 매각되었다. 1914년 일본에게 점령당했던 북마리아나 제도는 1919년 이후 일본의 국제연맹 위임통치령이 되었다. 제2차 세계 대전중 미국이 점령하여 일본 공격을 준비하는 전진기지로 만들었고 1945년 티니안 섬에서 B-29가 발진하여 히로시마와 나가사키에 원폭을 투하했다. 1947년 국제연합이 미국의 신탁통치령 지역 중 일부이며 1978년에는 미국의 자치연방주가 되었고 1986년 공식적으로 위임통치령에서 벗어나게 되었다.

## 생활
마리아나 제도의 경제는 주로 스페인 문화의 영향을 많이 받는 자급자족 농업을 기반으로 하고 있으며 코프라와 미군기지에 제공하는 각종 용역사업에서 약간의 수입을 얻으며 목축도 한다. 주민들은 스페인 혈통의 차모로족이지만, 다른 혈통도 종종 섞여 있다.

## 구성국
- 괌
- 북마리아나 제도

## 같이 보기
- 재미크로네시아 한국인
- 노스필드